# Raad al-Hamdani
Raad Mayid Rashid al-Hamdani (en árabe: رعد مجيد الحمداني, n. en Bagdad, Irak, el 20 de junio de 1945) es un exgeneral de la Guardia Republicana Iraquí (GRI) y uno de los oficiales favoritos del dictador iraquí Saddam Hussein.

## Inicio de su carrera
Al-Hamdani se graduó de la Real Academia Militar de Jordania en 1967 y del Colegio Militar Iraquí en Bagdad en 1970 con notas altas en ciencia militar.
Sirvió en la 71a Brigada como primer teniente, que tuvo acción corta en los Altos del Golán, Siria, como parte de la 3.ª División de Irak en la guerra de Yom Kipur, contra Israel, del 6 al 25 de octubre de 1973. Tras el conflicto estuvo en la Universidad de Bakr, de 1978 a 1980, recibiendo un máster en ciencias militares del Colegio del Estado Mayor.

## Guerra Irán-Irak
Durante la Guerra Irán-Irak (1980-1988) al-Hamdani sirvió como oficial en varias unidades armadas y de reconocimiento, ingresó a la GRI en 1982 y sirvió como mayor instructor de oficio entre 1987 y 1989. Recibió a los 2 hijos de Saddam Hussein, Uday y Qusay Hussein, así como al hijo de Tareq Aziz, para servir como oficiales en su batallón. Esto fue hecho una doble política debido a que Saddam y Tarik Aziz pudieron insistir en que sus hijos lucharan en la guerra. Aunque al-Hamdani no quería que ninguno de ellos muriera.

## Guerra de Irak
Como comandante del II Cuerpo de la Guardia Republicana al-Hamdani fue responsable de la región de Karbala. Al-Hamdani fue más lejos con sus unidades después que Qusay Hussein creyera que la invasión por parte de Estados Unidos del sur de Irak, desde Kuwait, era una treta. Al-Hamdani protestó por esto y argumentó que, a menos que los refuerzos fueran movilizados inmediatamente a la brecha de Karbala para prevenir un ataque, las tropas estadounidenses al alcance de Bagdad en 48 horas. Sus sugerencias cayeron en oídos sordos. Hamdani ordenó lanzar un contraataque en respuesta al continuo avance Estadounidense, resultando en un combate nocturno del 2-3 de abril que fue rechazado con fuertes bajas. El ataque estadounidense a la mañana siguiente venció a las fuerzas de la GRI.

## Después de la guerra
Después de que el ejército iraquí se disolviera al final de la Guerra de Irak Hamdani fundó la Asociación de Exoficiales de las Fuerzas Armadas Iraquíes, de la que actualmente es su presidente, y que también trabaja para reinsertar a ex oficiales del ejército iraquí a las nuevas Fuerzas Armadas.
En 2009 entró en contacto con el Partido Baaz, cuyos representantes expresarían su aprobación por su trabajo en reintegrar a exmiembros del régimen baazista al gobierno del nuevo Irak. Al-Hamdani también reclamó dirigir a los contactados junto con Mohammed Younis al-Ahmed al-Muwali, el rival de Izzat Ibrahim ad-Douri para el liderazgo del partido. Él fue reivindicado aunque era el único de representantes de los ex oficiales, pero era el que el gobierno necesitaba para hacer más concesiones para reintegrar a ex baasistas. Mohammed Salman al-Saady, asesor de Nuri al Maliki para la reconciliación, afirmó que las demandas de al-Hamdani estaban contra la política del gobierno.

## Vida personal
Al-Hamdani es un musulmán suní que nació en Bagdad. Es un secularista y es notorio por su sentido del humor y actitud cosmopolita. Lee en idioma inglés, pero lo habla fluidamente. Desde 2009 vive en Amán, Jordania, y fue entrevistado ese mismo año por el Proyecto de Perspectivas Iraquíes. Desarrolló una relación cerrada con Qusay Hussein, que sirvió en su batallón en la Guerra Irán-Irak. Al-Hamdani creyó en esta relación probablemente fuera de prisión durante la década de 1990. En 1992 obtuvo un postgrado en ciencias militares del Colegio de Guerra Iraquí.
Al-Hamdani aparece en un histórico programa de televisión hecho para el servicio en árabe de Russia Today, apareciendo en los episodios que detallan la guerra de Yom Kipur, la Guerra del Golfo, y la invasión de Irak de 2003. También publicó sus memorias tituladas “Antes que la historia se olvide de nosotros” en 2007.